# Conseil économique, social, environnemental et culturel (Côte d'Ivoire)
Pour les articles homonymes, voir Conseil économique et social.
Le Conseil économique, social, environnemental et culturel (CESEC) est une institution consultative de la république  de Côte d’Ivoire prévue par la constitution du 3 novembre 1960.  Elle prend forme le  2 janvier 1961. Il contribue à l'élaboration de la politique économique, sociale et culturelle du gouvernement.

## Histoire
Le CESEC, créé par le décret no 61-3 du 2 janvier 1961, a été institué peu après l'indépendance de la Côte d’Ivoire et a subi plusieurs modifications législatives, notamment la loi no 2001-304 du 5 juin 2001, qui a été modifiée par la décision no 001/PR du 20 avril 2012 .

## Présidence
Les différentes mandatures :
- 1961- 1962 : Jean Delafosse pour la première mandature
- 1962-1985 : Mamadou Coulibaly, pour la deuxième jusqu'à la cinquième mandature 
- 1985-2000 : Philippe Yacé pour la sixième mandature jusqu'à la huitième mandature
- 2001-2006 : Laurent Dona Fologo pour la neuvième mandature
- 2011-2016 : Marcel Zadi Kessy pour la dixième mandature
- 2016- 2019 : Charles Koffi Diby pour la onzième mandature
- Depuis avril 2021 :  Dr. Eugène Aka Aouélé pour la douzième mandature

## Organisation et fonctionnement

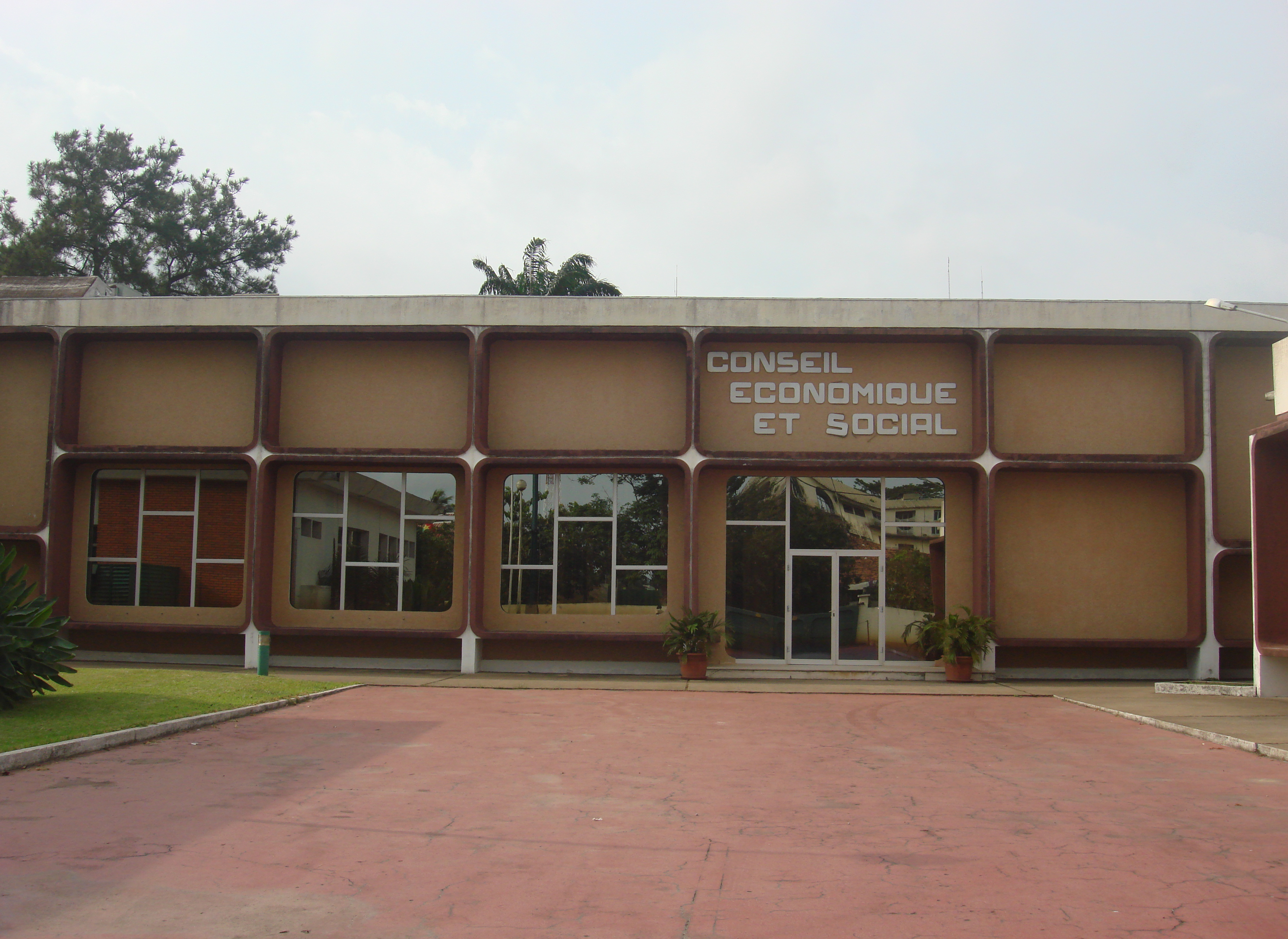
Le siège du conseil économique et social en 2008.

Le Conseil économique, social, environnemental et culturel comprend cent vingt membres, tous nommés pour cinq ans par décret du président de la République parmi des personnalités dont les compétences ou les activités, sont jugées de nature à concourir au développement économique, social, environnemental et culturel du pays .
Au cours de cette période, si un siège des membres de cette assemblée devient vacant à la suite d’un décès, d’une démission ou de la perte de la qualité au titre de laquelle le membre a été désigné conseiller, il est procédé à la nomination d’un nouveau conseiller pour la durée du mandat restant à courir.
Le bureau est composé d’un président, d'un premier vice-président, de cinq vice-présidents, de six secrétaires et de deux questeurs.
Le président et le premier vice-président sont nommés par le président de la République pour une période de cinq ans.
Le Conseil économique, social, environnemental et culturel est organisé en commissions permanentes dont le nombre et la composition sont fixés par son règlement interne. Des commissions ad hoc peuvent être créées pour l’étude de problèmes spécifiques. Un secrétaire général, également nommé par décret du président de la République, est chargé d’assister le Conseil dans les tâches administratives.